# Юсупов Ісамідін
Ісамідін Юсупов (1911, тепер Андижанський район, Андижанської області, Узбекистан — ?, тепер Узбекистан) — радянський узбецький діяч, голова колгоспу «XIX партз'їзд» Андижанського району Андижанської області. Депутат Верховної ради Узбецької РСР 4-го скликання. Депутат Верховної ради СРСР 3-го скликання (1951—1954). Герой Соціалістичної Праці (11.01.1957)

## Життєпис
Народився в бідній селянській родині. Був одним із активістів проведення колективізації в Узбецькій РСР.
З 1928 року — колгоспник, бухгалтер, бригадир рільників, начальник ферми колгоспу «Кизил ой» Андижанського району.
Член ВКП(б) з 1939 року.
З 1940-х років — голова правління колгоспу «Червоний Жовтень», голова правління колгоспу «8 березня», голова правління колгоспу «XIX партз'їзд» Андижанського району, голова правління колгоспу імені Усмана Юсупова, голова правління колгоспу імені Леніна Андижанської області.
Подальша доля невідома.

## Нагороди
- Герой Соціалістичної Праці (11.01.1957)
- орден Леніна (11.01.1957)
- орден Трудового Червоного Прапора
- медалі